# Plocama calcicola
Plocama calcicola là một loài thực vật có hoa trong họ Thiến thảo. Loài này được (Puff) M.Backlund & Thulin mô tả khoa học đầu tiên năm 2007.